# آسیاب‌آبی برکه چوپان
آسیاب آبی برکه چوپان مربوط به دوره ساسانیان است و در شهرستان کنگان، بخش مرکزی، روستای برکه چوپان واقع شده و این اثر در تاریخ ۲۸ اسفند ۱۳۸۵ با شمارهٔ ثبت ۱۸۶۴۶ به‌عنوان یکی از آثار ملی ایران به ثبت رسیده است.